# Campionati mondiali di sci alpino 1970
I Campionati mondiali di sci alpino 1970, 21ª edizione della manifestazione organizzata dalla Federazione internazionale sci, si svolsero in Italia, in Val Gardena, dall'8 al 15 febbraio. Il programma incluse gare di discesa libera, slalom gigante, slalom speciale e combinata, sia maschili sia femminili; i risultati, a esclusione della combinata, furono validi anche ai fini della Coppa del Mondo 1970.

## Organizzazione e impianti
Le gare si disputarono sulle piste Ciampinoi, Cir, Ronc e Saslong.

## Risultati

### Uomini

#### Discesa libera
| Pos. | Atleta             | Nazione     | Tempo   |
| ---- | ------------------ | ----------- | ------- |
| 1    | Bernhard Russi     | Svizzera    | 2:24,57 |
| 2    | Karl Cordin        | Austria     | 2:24,79 |
| 3    | Malcolm Milne      | Australia   | 2:25,09 |
| 4    | Karl Schranz       | Austria     | 2:25,46 |
| 5    | Marcello Varallo   | Italia      | 2:25,52 |
| 6    | Billy Kidd         | Stati Uniti | 2:25,52 |
| 7    | Rudi Sailer        | Austria     | 2:26,12 |
| 8    | Jean-Luc Pinel     | Francia     | 2:26,59 |
| 9    | Anders Hansson     | Svezia      | 2:26,89 |
| 10   | Jon Terje Øverland | Norvegia    | 2:27,05 |

Data: 15 febbraio

Ore: 12.00 (UTC+1)

Pista: Saslong

Lunghezza: 3 750 m

Dislivello: 830 m

Porte: 25

Tracciatore: 

#### Slalom gigante
| Pos. | Atleta           | Nazione        | Tempo   |
| ---- | ---------------- | -------------- | ------- |
| 1    | Karl Schranz     | Austria        | 4:19,19 |
| 2    | Werner Bleiner   | Austria        | 4:19,58 |
| 3    | Dumeng Giovanoli | Svizzera       | 4:21,15 |
| 4    | Heini Messner    | Austria        | 4:22,11 |
| 4    | Max Rieger       | Germania Ovest | 4:22,11 |
| 6    | Andrzej Bachleda | Polonia        | 4:22,76 |
| 7    | Kurt Schnider    | Svizzera       | 4:22,81 |
| 8    | Patrick Russel   | Francia        | 4:22,97 |
| 9    | Alain Penz       | Francia        | 4:23,04 |
| 10   | Erik Håker       | Norvegia       | 4:24,49 |

Pista: Ciampinoi

Dislivello: 447 m

1ª manche:

Data: 9 febbraio

Ore: 12.00 (UTC+1)

Porte: 68

Tracciatore: Georg Grünenfelder (Svizzera)

2ª manche:

Data: 10 febbraio

Ore: 12.00 (UTC+1)

Porte: 66

Tracciatore: Oreste Peccedi (Italia)

#### Slalom speciale
| Pos. | Atleta                    | Nazione     | Tempo   |
| ---- | ------------------------- | ----------- | ------- |
| 1    | Jean-Noël Augert          | Francia     | 1:39,47 |
| 2    | Patrick Russel            | Francia     | 1:39,51 |
| 3    | Billy Kidd                | Stati Uniti | 1:39,53 |
| 4    | Gustav Thöni              | Italia      | 1:40,23 |
| 5    | Alain Penz                | Francia     | 1:40,54 |
| 6    | Dumeng Giovanoli          | Svizzera    | 1:42,38 |
| 7    | Peter Frei                | Svizzera    | 1:43,33 |
| 8    | Hans Bjørge               | Norvegia    | 1:43,59 |
| 9    | Francisco Fernández Ochoa | Spagna      | 1:43,73 |
| 10   | Andrzej Bachleda          | Polonia     | 1:43,94 |

Data: 8 febbraio

Pista: Ronc

Dislivello: 197 m

1ª manche:

Ore: 10.00 (UTC+1)

Porte: 69

Tracciatore: 

2ª manche:

Ore: 

Porte: 71

Tracciatore: Ivo Mahlknecht (Italia)

#### Combinata
| Pos. | Atleta                    | Nazione        | Punti |
| ---- | ------------------------- | -------------- | ----- |
| 1    | Billy Kidd                | Stati Uniti    | 21,25 |
| 2    | Patrick Russel            | Francia        | 50,15 |
| 3    | Andrzej Bachleda          | Polonia        | 60,90 |
| 4    | Max Rieger                | Germania Ovest | 66,31 |
| 5    | Edmund Bruggmann          | Svizzera       | 69,29 |
| 6    | Hansjörg Schlager         | Germania Ovest | 70,08 |
| 7    | Peter Duncan              | Canada         | 72,48 |
| 8    | Aurelio García            | Spagna         | 91,81 |
| 9    | Francisco Fernández Ochoa | Spagna         | 93,23 |
| 10   | Keith Shepherd            | Canada         | 99,31 |

Data: 8-15 febbraio

Classifica stilata attraverso i piazzamenti
ottenuti in discesa libera, slalom gigante e slalom speciale

### Donne

#### Discesa libera
| Pos. | Atleta                | Nazione        | Tempo   |
| ---- | --------------------- | -------------- | ------- |
| 1    | Annerösli Zryd        | Svizzera       | 1:58,34 |
| 2    | Isabelle Mir          | Francia        | 1:58,84 |
| 3    | Annemarie Moser-Pröll | Austria        | 2:00,43 |
| 4    | Judy Crawford         | Canada         | 2:00,65 |
| 5    | Ingrid Gfölner        | Austria        | 2:01,00 |
| 6    | Florence Steurer      | Francia        | 2:01,25 |
| 7    | Margret Hafen         | Germania Ovest | 2:01,34 |
| 8    | Michèle Jacot         | Francia        | 2:02,17 |
| 9    | Marilyn Cochran       | Stati Uniti    | 2:02,47 |
| 10   | Karianne Christiansen | Norvegia       | 2:02,60 |

Data: 11 febbraio

Ore: 12.00 (UTC+1)

Pista: Cir

Lunghezza: 2 750 m

Dislivello: 675 m

Porte: 31

Tracciatore: 

#### Slalom gigante
| Pos. | Atleta           | Nazione        | Tempo   |
| ---- | ---------------- | -------------- | ------- |
| 1    | Betsy Clifford   | Canada         | 1:20,46 |
| 2    | Ingrid Lafforgue | Francia        | 1:20,53 |
| 3    | Françoise Macchi | Francia        | 1:20,60 |
| 4    | Michèle Jacot    | Francia        | 1:20,62 |
| 5    | Gertrud Gabl     | Austria        | 1:20,85 |
| 6    | Marilyn Cochran  | Stati Uniti    | 1:21,17 |
| 7    | Rosi Mittermaier | Germania Ovest | 1:21,19 |
| 8    | Florence Steurer | Francia        | 1:21,30 |
| 9    | Barbara Cochran  | Stati Uniti    | 1:21,76 |
| 10   | Divina Galica    | Regno Unito    | 1:21,92 |

Data: 14 febbraio

Pista: Ciampinoi

Dislivello: 338 m

Ore: 12.00 (UTC+1)

Porte: 48

Tracciatore: Paride Milianti (Italia)

#### Slalom speciale
| Pos. | Atleta            | Nazione     | Tempo   |
| ---- | ----------------- | ----------- | ------- |
| 1    | Ingrid Lafforgue  | Francia     | 1:40,44 |
| 2    | Barbara Cochran   | Stati Uniti | 1:42,15 |
| 3    | Michèle Jacot     | Francia     | 1:42,20 |
| 4    | Gertrud Gabl      | Austria     | 1:42,26 |
| 5    | Judy Nagel        | Stati Uniti | 1:42,93 |
| 6    | Marilyn Cochran   | Stati Uniti | 1:43,34 |
| 7    | Florence Steurer  | Francia     | 1:43,35 |
| 8    | Betsy Clifford    | Canada      | 1:45,78 |
| 9    | Bernadette Rauter | Austria     | 1:45,84 |
| 10   | Gina Hathorn      | Regno Unito | 1:46,26 |

Data: 13 febbraio

Pista: Ronc

Dislivello: 160 m

1ª manche:

Ore: 10.00 (UTC+1)

Porte: 59

Tracciatore: Jean Béranger (Francia)

2ª manche:

Ore: 

Porte: 60

Tracciatore: Gildo Siorpaes (Italia)

#### Combinata
| Pos. | Atleta                | Nazione        | Punti  |
| ---- | --------------------- | -------------- | ------ |
| 1    | Michèle Jacot         | Francia        | 30,31  |
| 2    | Florence Steurer      | Francia        | 37,69  |
| 3    | Marilyn Cochran       | Stati Uniti    | 41,84  |
| 4    | Barbara Cochran       | Stati Uniti    | 51,78  |
| 5    | Rosi Mittermaier      | Germania Ovest | 77,98  |
| 6    | Annemarie Moser-Pröll | Austria        | 78,36  |
| 7    | Gina Hathorn          | Regno Unito    | 84,73  |
| 8    | Karianne Christiansen | Norvegia       | 94,19  |
| 9    | Conchita Puig         | Spagna         | 97,77  |
| 10   | Edith Hiltbrand       | Svizzera       | 101,31 |

Data: 11-14 febbraio

Classifica stilata attraverso i piazzamenti
ottenuti in discesa libera, slalom gigante e slalom speciale

## Medagliere per nazioni
| Pos. | Nazione     | Oro | Argento | Bronzo | Totale |
| ---- | ----------- | --- | ------- | ------ | ------ |
| 1    | Francia     | 3   | 5       | 2      | 10     |
| 2    | Svizzera    | 2   | 0       | 1      | 3      |
| 3    | Austria     | 1   | 2       | 1      | 4      |
| 4    | Stati Uniti | 1   | 1       | 2      | 4      |
| 5    | Canada      | 1   | 0       | 0      | 1      |
| 6    | Australia   | 0   | 0       | 1      | 1      |
| 6    | Polonia     | 0   | 0       | 1      | 1      |